# Robot de cuina

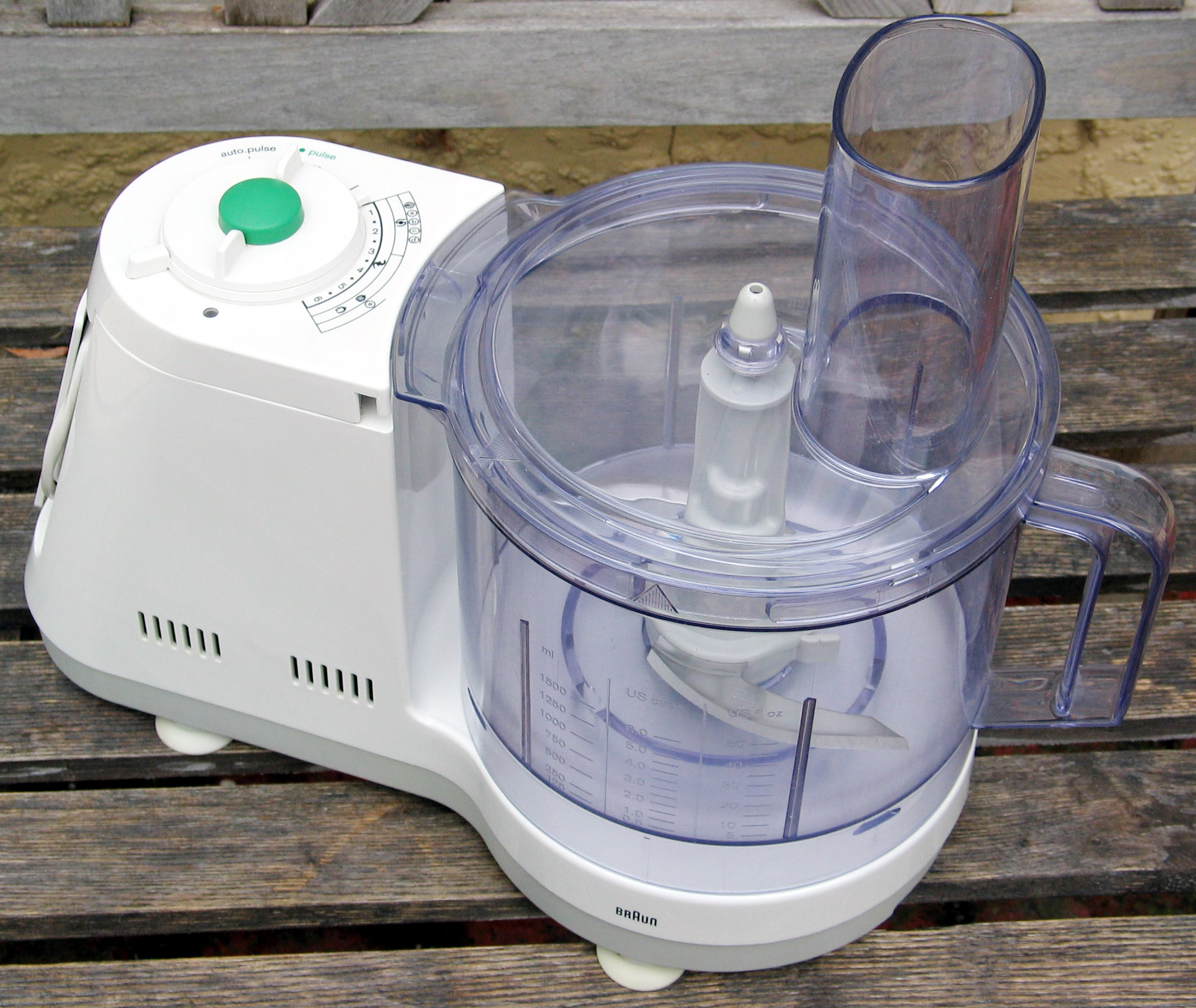
Un robot de cuina

Un robot de cuina és un electrodomèstic que es fa servir per a fer tasques repetitives en el procés de preparació de menjars.
A diferència d'una liquadora, que sol tenir una fulla de tall fixa i un vas prou fons per contenir i batre-hi líquids, els robots de cuina tenen peces intercanviables amb diferents menes de talladors, ratlladors o batedors i un vas més ample i xato més apropiat per als aliments sòlids o pastosos que solen treballar-s'hi.
Les funcions més habituals d'un robot de cuina són:
- Llescar i trossejar verdures, fruites, etc.
- Picar carns, llegums cuits, fruits secs, espècies, fruita, etc.
- Ratllar formatges o verdures
- Pastar purés
- Mesclar i pastar massa per a pa o pastissos.
- Ratllar formatge o verdura

## Història
La idea d'una màquina per a processar aliments va sorgir quan un venedor d'una companyia de càtering francesa, Pierre Verdun, va observar la gran quantitat de temps que els seus clients passaven a la cuina tallant, ratllant i barrejant. Verdan va idear una solució simple però efectiva: un bol amb una fulla giratòria a la base. Als anys 1960 l'aparell va evolucionar en el Robot-Coupe, una companyia fundada per fabricar el primer robot de cuina comercial per a la indústria del servei d'àpats. Deut anys més tard es va llançar un robot de cuina comercial amb un potent motor d'inducció. El mercat domèstic va haver d'esperar cap a 1972 per disposar d'un robot de cuina, el MAGIMIX. Carl Sontheimer va introduir aquest mateix robot de cuina MAGIMIX 1800 a Amèrica del Nord el 1973 sota la marca Cuisinart, com a primer robot de cuina domèstic dels Estats Units.

## Disseny i funcionament
La base de la unitat hi ha un motor que fa girar un eix vertical. Un bol, normalment fabricat de plàstic transparent, encaixa en aquest eix. Els ganivets de tallar poden acoblar l'eix, de manera que girin prop del fons del bol. També poden acoblar discs per tallar o ratllar, que giren a la part alta del bol. Una tapa amb un tub pel qual s'introdueixen els aliments tanca el recipient, impedint la sortida dels aliments processador.
El tub permet que s'afegeixin ingredients mentre el robot funciona. També serveix com tremuja per la qual s'introdueixen els aliments a ratllar o tallar. Se sol disposar d'una peça per empènyer els aliments, de manera que es protegeixin els dits.
Segons la normativa, els robots de cuina han de tenir mecanismes de seguretat per evitar que el motor funcioni si el bol no està correctament encaixat a la base o si el bol no és tancat correctament